# Roseaux (ort)
Roseaux är en ort i Haiti.   Den ligger i departementet Grand'Anse, i den västra delen av landet, 180 km väster om huvudstaden Port-au-Prince. Roseaux ligger 18 meter över havet och antalet invånare är 32 517.
Terrängen runt Roseaux är lite kuperad. Havet är nära Roseaux åt nordost. Runt Roseaux är det ganska tätbefolkat, med 129 invånare per kvadratkilometer. Närmaste större samhälle är Jérémie, 11,9 km nordväst om Roseaux. I omgivningarna runt Roseaux växer huvudsakligen savannskog.